# Macrocyclops baicalensis
Macrocyclops baicalensis – gatunek widłonoga z rodziny Cyclopidae. Nazwa naukowa tych skorupiaków została opublikowana w 1962 roku przez rosyjską (radziecką) zoolog Galinę Fiodorowną Maziepową. Miejsce typowe to południowa część jeziora Bajkał.